# 布鲁克林法学院
布鲁克林法学院（Brooklyn Law School）是一所自1901年起在美国纽约市布鲁克林地区创设的法学院，曾经附属于圣劳伦斯大学，1943年在该大学因经济问题试图关闭法学院时脱离出来独立，目前是纽约市经过美国律师协会认证的8所法学院之一。
该学院教学比较偏重实用技巧，而不是学术研究。
该学院在《美国新闻与世界报道》的法学院排名里被评为第65名。